# 345
| 345                |
| ------------------ |
| Dødsfald - Fødsler |
|                    |

| Gregoriansk kalender | 345 CCCXLV              |
| Ab urbe condita      | 1098                    |
| Armensk kalender     | I/T                     |
| Kinesiske kalender   | 3041 – 3042 甲辰 – 乙巳 |
| Etiopisk kalender    | 337 – 338               |
| Jødisk kalender      | 4105 – 4106             |
| Hindukalendere       |                         |
| - Vikram Samvat      | 400 – 401               |
| - Shaka Samvat       | 267 – 268               |
| - Kali Yuga          | 3446 – 3447             |
| Iransk kalender      | 277 BP – 276 BP         |
| Islamisk kalender    | 286 BH – 285 BH         |

Se også 345 (tal)